# Selago distans
Selago distans är en flenörtsväxtart som beskrevs av Ernst Meyer. Selago distans ingår i släktet Selago och familjen flenörtsväxter. Inga underarter finns listade i Catalogue of Life.